# Simulium wilhelmlandae
Simulium wilhelmlandae är en tvåvingeart som beskrevs av John Smart 1944. Simulium wilhelmlandae ingår i släktet Simulium och familjen knott. Inga underarter finns listade i Catalogue of Life.